# Justin Murray
Justin Murray (Cincinnati, 19 aprile 1993) è un ex giocatore di football americano statunitense che ha militato nel ruolo di offensive tackle nella National Football League (NFL). Al college ha giocato per l'Università di Cincinnati. In NFL ha giocato per i Denver Broncos, i Tampa Bay Buccaneers, i New Orleans Saints, i Cincinnati Bengals, gli Arizona Cardinals, i Buffalo Bills, i Las Vegas Raiders e i Tennessee Titans e i Cleveland Browns.

## Carriera universitaria
Murray, originario di Cincinnati in Ohio, cominciò a giocare a football per la locale Sycamore High School venendo valutato come un prospetto medio-alto (tre stelle su cinque) per il college football e andando quindi a giocare dal 2011 al 2015 per l'Università di Cincinnati con i Bearcats che militano nella Big 12 Conference (Big-12) della Divisione I della Football Bowl Subdivision (FBS) della NCAA.
Statistiche al college
| Stagione | Stagione   | Stagione   | Stagione   | Stagione | Stagione |
| Anno     | Squadra    | Campionato | Conference | P        | PT       |
| -------- | ---------- | ---------- | ---------- | -------- | -------- |
| 2011     | Cincinnati | FBS Div. I | Big-12     | redshirt | redshirt |
| 2012     | Cincinnati | FBS Div. I | Big-12     | 1        | 0        |
| 2013     | Cincinnati | FBS Div. I | Big-12     | 4        | 0        |
| 2014     | Cincinnati | FBS Div. I | Big-12     | 13       | 11       |
| 2015     | Cincinnati | FBS Div. I | Big-12     | 12       | 12       |
| Totale   | Totale     | Totale     | Totale     | 30       | 23       |

Fonte: Football Database
In grassetto i record personali in carriera

## Carriera professionistica

### Denver Broncos
Murray non fu scelto nel corso del Draft NFL 2016 e il 2 maggio 2016 firmò da undrafted free agent con i Denver Broncos. Il 3 settembre 2016 fu svincolato e poi contrattualizzato con la squadra di allenamento il giorno successivo. Il 2 gennaio 2017 Murray firmò da riserva/contratto futuro. Il 2 settembre 2017 Murray fu svincolato dai Broncos.

### Tampa Bay Buccaneers
Il 6 settembre 2017 Murray firmò con la squadra di allenamento dei Tampa Bay Buccaneers. Fu svincolato il 22 novembre 2017.

### New Orleans Saints
Il 4 dicembre 2017 Murray firmò per la squadra di allenamento dei New Orleans Saints.

### Cincinnati Bengals
Il 20 dicembre 2017 Murray lasciò la squadra di allenamento dei Saints per firmare con i Cincinnati Bengals. Il 1º settembre 2018 Murray fu svincolato.

### Oakland Raiders
Il 2 settembre 2018 Murray firmò per gli Oakland Raiders. Il 31 agosto 2019 fu svincolato.

### Arizona Cardinals
Il 1º settembre 2019 Murray firmò per gli Arizona Cardinals. Con i Cardinals Murray giocò 12 partite come tackle di destra. Il 2 aprile 2020 Murray firmò per un altro anno con i Cardinals. Il 2 ottobre 2020 firmò un'estensione contrattuale biennale. L'8 ottobre 2021 Murray fu spostato nella lista riserve/infortunati per un infortunio alla schiena subito durante la gara di settimana 3.
Il 30 agosto 2022 Murray fu svincolato dai Cardinals.

### Buffalo Bills
Il 27 settembre 2022 Murray firmò un contratto annuale con i Buffalo Bills. Fu svincolato il 12 gennaio 2023 e contrattualizzato con la squadra di allenamento.

### Las Vegas Raiders
Il 2 febbraio 2023 Murray firmò da riserva/contratto futuro con i Las Vegas Raiders. Fu svincolato il 1º agosto 2023.

### Tennessee Titans
Il 5 agosto 2023 Murray firmò con i Tennessee Titans. Dopo essere rientrato nel roster attivo, il 31 agosto 2023 fu svincolato e poi aggregato alla squadra di allenamento il giorno successivo. Murray fu elevato nel roster attivo per la gara del primo turno contro i New Orleans Saints e quella del terzo turno contro i Cleveland Browns, venendo poi riportato nella squadra di allenamento il giorno successivo alla gara. Il 26 settembre 2023 Murray firmò per il roster attivo dei Titans. Fu svincolato il 14 ottobre 2023.

### Cleveland Browns
Il 7 novembre 2023 Murray firmò per la squadra di allenamento dei Cleveland Browns.
Il 15 gennaio 2024 firmò da riserva/contratto futuro.

### Ritiro
Il 17 aprile 2024 Murray annunciò il suo ritiro dal football professionistico.

## Statistiche

### Stagione regolare
| Stagione | Stagione    | Stagione | Stagione |
| Anno     | Squadra     | P        | PT       |
| -------- | ----------- | -------- | -------- |
| 2016     | DEN         | 0        | 0        |
| 2017     | DEN         | 0        | 0        |
| 2017     | CIN         | 0        | 0        |
| 2017     | Totale 2017 | 0        | 0        |
| 2018     | CIN         | 0        | 0        |
| 2018     | OAK         | 2        | 0        |
| 2018     | Totale 2018 | 2        | 0        |
| 2019     | OAK         | 0        | 0        |
| 2019     | ARI         | 14       | 12       |
| 2019     | Totale 2019 | 14       | 12       |
| 2020     | ARI         | 13       | 7        |
| 2021     | ARI         | 3        | 1        |
| 2022     | ARI         | 0        | 0        |
| 2022     | BUF         | 5        | 0        |
| 2022     | Totale 2022 | 5        | 0        |
| 2023     | TEN         | 4        | 0        |
| Totale   | Totale      | 41       | 20       |

Fonte: Football Database